# Bedrijfsspel
Een bedrijfsspel, ook in het Nederlands vaak Management Game genoemd, is een spel waarin de spelers, die meestal in teams spelen, beslissingen nemen die gewoonlijk door de directie van een onderneming genomen worden. Het resultaat van deze beslissingen wordt berekend op grond van een model van de wereld, meestal met behulp van een computerprogramma. Bedrijfsspelen waarin de spelers alleen tegen de computer spelen worden soms simulatiespelen genoemd om ze te onderscheiden van echte bedrijfsspelen waarin de teams tegen elkaar spelen. In de meeste bedrijfsspelen zijn de ondernemingen producenten op een of meer consumentenmarkten. 

## Beslissingen in een bedrijfsspel
Typische beslissingen in een bedrijfsspel zijn:
- Keuze van de producten die geproduceerd en verkocht worden
- Prijs, reclame en wijze van distributie van de producten
- Omvang van de productie
- Uitgaven voor marktonderzoek
- Investeringen in vaste activa
- Ontwikkeling van nieuwe of verbeterde producten door research
- Afsluiten en terugbetalen van leningen
- Verkoop of terugkoop van aandelen
- Gehele of gedeeltelijke overname van een andere onderneming

## Het doel van de spelers
De spelers hebben vrijwel altijd tot doel om maximale winst te behalen. Het argument dat zij daarbij andere doelstellingen als continuïteit uit het oog verliezen is niet juist omdat de spelleider daarmee rekening kan houden bij de waardering van de ondernemingen aan het eind van het spel. Ook kan het spel waarborgen bieden tegen uitbuiting van werknemers en uitputting van grondstoffen door de instelling van minimumlonen, ontslagvergoedingen en hoge grondstofprijzen

## De rol van de spelleider
De spelleider bepaalt wanneer de spelers de beslissingen moeten inleveren en wanneer zij hun resultaten terugkrijgen. Verder regelt hij alles wat er rondom het spel gebeurt, zoals onderhandelingen tussen spelers, bankonderhandelingen, presentaties, inleveren van verslagen enz. In veel spelen kan de spelleider ook een groot aantal parameters wijzigen en direct in het spel ingrijpen.

## Het achterliggende model

### De markt
Een essentieel onderdeel van een bedrijfsspel is het marktmodel. Een typische vorm van het marktmodel is
{\displaystyle M_{i}={\frac {P_{i}^{\epsilon P}*Q_{i}^{\epsilon Q}*R_{i}^{\epsilon R}*V_{i}^{\epsilon V}}{\sum _{j=1}^{N}P_{j}^{\epsilon P}*Q_{j}^{\epsilon Q}*R_{j}^{\epsilon R}*V_{j}^{\epsilon V}}}}
- Mi Marktaandeel van product i
- Pi	Prijs van product i
- Qi	Kwaliteit van product i
- Ri	Reclame voor product i
- Vi	Aantal verkooppunten voor product i
- εP	Prijselasticiteit (meestal negatief)
- εQ	Kwaliteitselasticiteit
- εP	Reclame-elasticiteit
- εP	Verkooppuntenelasticiteit

De verkochte hoeveelheid kan niet zonder meer van het marktaandeel worden afgeleid. Anders zou het mogelijk zijn dat een leverancier met een voordelig aanbod een marktaandeel van bijna 100% binnenhaalt, vervolgens niet kan leveren, maar daardoor wel bereikt dat zijn concurrenten ook niets verkopen en de consument met lege handen naar huis gaat. 
In de meeste bedrijfsspelen is het marktmodel geheim. Dat stimuleert de spelers om in het spel te handelen zoals zij dat in de werkelijkheid zouden doen en niet tegen het computermodel te gaan spelen.

### De productie
In tegenstelling tot het marktmodel is het productiemodel meestal gegeven. In sommige spelen wordt de productie expliciet opgegeven, in andere spelen wordt zij afgeleid van het aantal ingezette werknemers, machines en grondstoffen. In spelen die vooral op de marketing zijn gericht kan de productie ook aan de vraag worden aangepast. De kosten van de productie per eenheid zijn meestal afhankelijk van de bezetting van de productiefactoren: zij zijn het laagst bij optimale bezetting. Verder kunnen stijging en daling van de productie extra kosten veroorzaken.

### Research en ontwikkeling
In veel spelen kan geld besteed worden  aan research en ontwikkeling. Deze kunnen nieuwe of verbeterde producten of een lagere kostprijs van bestaande producten opleveren. In sommige spelen hebben research en ontwikkeling ook een directe positieve invloed op de markt.

### Financiering
De spelers moeten altijd zorgen voldoende middelen voor investeringen en productie te hebben. Zij kunnen daarvoor vrijwel altijd lang en korte leningen afsluiten. In sommige spelen kunnen zij ook aandelen uitgeven. Gebrek aan middelen wordt in sommige spelen allen gestraft met een hogere rente. In andere spelen kunnen investeringen niet doorgaan of wordt zelfs de hele productie stilgelegd bij gebrek aan middelen.

### Verslaggeving
In de meeste spelen krijgen de spelers een balans en verlies- en winstrekeningen en een aantal productie- en verkoopstatistieken per product. In sommige spelen, kunnen de spelers tegen betaling extra gegevens krijgen, met name marktonderzoekgegevens.

## Toepassing van bedrijfsspelen
Bedrijfsspelen worden vooral toegepast in het bedrijfseconomisch en bedrijfskundig onderwijs op HBO en universitair niveau. Daarnaast worden zij in bedrijfstrainingen gebruikt. Vroeger lag het grootste bezwaar tegen het gebruik van bedrijfsspelen in de hoge kosten van het spel en de daarvoor benodigde computers; tegenwoordig is de gewenste tijdsbesteding van de spelleider het belangrijkste argument tegen het gebruik van bedrijfsspelen.